# Daniela Ulbing
Daniela Ulbing (* 27. Februar 1998 in Villach) ist eine österreichische ehemalige Snowboarderin. Sie startete in den Paralleldisziplinen Slalom und Riesenslalom.

## Werdegang
Ulbing startete im Dezember 2013 in Schönberg-Lachtal erstmals im Europacup und belegte dabei die Plätze 27 und 24 im Parallelslalom. 2014 schaffte die 16-Jährige den Sprung in den ÖSV-Nachwuchskader. In der Saison 2014/15 kam sie sechsmal aufs Podest, darunter drei Siege und gewann damit die Parallelgesamtwertung im Europacup. Im Snowboard-Weltcup debütierte sie im Jänner 2015 in Bad Gastein und errang dabei den 36. Platz im Parallelslalom. Im Jänner 2016 kam sie mit dem zehnten Platz im Parallelslalom in Moskau erstmals im Weltcup unter die ersten Zehn. Nach Platz zwei im Parallelslalom zu Beginn der Saison 2016/17 im Europacup in Landgraaf, erreichte sie in Cortina d’Ampezzo mit dem zweiten Rang im Parallelslalom ihre erste Podestplatzierung im Weltcup.
Im Jänner 2017 feierte Ulbing beim Heimrennen im Parallelslalom von Bad Gastein ihren ersten Weltcupsieg und nur einen Tag später holte sich die damals 18-Jährige zusammen mit dem Niederösterreicher Benjamin Karl auch im Teamwettbewerb ihren zweiten Weltcupsieg. Im selben Monat wurde sie in Hochficht im Böhmerwald österreichische Meisterin im Parallelslalom und im Parallel-Riesenslalom (neben Lukas Mathies bei den Männern). Bei den Juniorenweltmeisterschaften 2017 in Klínovec holte sie die Bronzemedaille im Parallelslalom und die Silbermedaille im Parallel-Riesenslalom. Beim Saisonhöhepunkt den Weltmeisterschaften 2017 in der Sierra Nevada setzte sie sich im Finale gegen die Tschechin Ester Ledecká durch und holte sich Gold im Parallelslalom. Im Parallel-Riesenslalom wurde sie Siebte. Zum Saisonende gewann sie den Parallelslalom-Weltcup und belegte im Parallelweltcup den achten Platz.
Die Kärntnerin wurde im Februar 2018 für einen Startplatz bei den Olympischen Winterspielen im Februar nachnominiert, da die Kärntnerin Sabine Schöffmann Ende Jänner nach einem Sturz verletzungsbedingt absagen musste. Beim Parallel-Riesenslalom schaffte sie es am 24. Februar bis ins Viertelfinale und belegte den siebten Rang. Im März 2018 wurde sie in Kayseri Dritte im Parallel-Riesenslalom und belegte zum Saisonende den neunten Platz im Parallel-Weltcup und den vierten Rang im Parallelslalom-Weltcup. Bei den Juniorenweltmeisterschaften 2018 in Cardrona holte sie die Goldmedaille im Parallelslalom. In der Saison 2018/19 holte sie drei Siege in den Teamwettbewerben und zum Saisonende den neunten Platz im Parallelslalom-Weltcup. Bei den Weltmeisterschaften 2019 in Park City fuhr sie auf den 32. Platz im Parallel-Riesenslalom und auf den zehnten Rang im Parallelslalom. Ende März 2019 wurde sie in Radstadt österreichische Meisterin im Parallel-Riesenslalom. In der Saison 2019/20 errang sie mit sieben Top-Zehn-Platzierungen, darunter Platz drei im Parallel-Riesenslalom in Blue Mountain, den zehnten Platz im Parallel-Riesenslalom-Weltcup und jeweils den fünften Platz im Parallelweltcup und im Parallelslalom-Weltcup. Nach Platz 16 in Cortina d’Ampezzo zu Beginn der Saison 2020/21, siegte sie in Moskau im Parallelslalom und belegte zum Saisonende den zehnten Platz im Parallelweltcup. Beim Saisonhöhepunkt, den Snowboard-Weltmeisterschaften 2021 in Rogla, fuhr sie auf den 24. Platz Parallel-Riesenslalom und auf den 12. Rang im Parallelslalom.
In der Saison 2021/22 wurde Ulbing mit zwei ersten Plätzen, Vierte im Parallelslalom-Weltcup und jeweils Dritte im Parallel-Weltcup sowie im Parallelslalom-Weltcup. Bei den Olympischen Winterspielen von Peking gewann sie im Februar 2022 die Silbermedaille im Parallel-Riesenslalom.
In 69 Weltcupeinzelrennen gelangen Ulbing bisher 31 Top-Zehn-Platzierungen (Stand: Saisonende 2021/22).
Daniela Ulbing besuchte das Sport-BORG in Spittal an der Drau („Sportgymnasium Spittal“).
2025 beendete sie ihre Karriere.

## Erfolge

### Teilnahmen an Weltmeisterschaften und Olympischen Winterspielen

#### Olympische Spiele
- 2018 Pyeongchang: 7. Platz Parallel-Riesenslalom
- 2022 Peking: 2. Platz Parallel-Riesenslalom

#### Snowboard-Weltmeisterschaften
- 2017 Sierra Nevada: 1. Platz Parallelslalom, 7. Platz Parallel-Riesenslalom
- 2019 Park City: 10. Platz Parallelslalom, 32. Platz Parallel-Riesenslalom
- 2021 Rogla: 12. Platz Parallelslalom, 24. Platz Parallel-Riesenslalom
- 2023 Bakuriani: 2. Platz Parallel-Riesenslalom, 5. Platz Parallelslalom Team, 11. Platz Parallelslalom

### Weltcupsiege und Weltcup-Gesamtplatzierungen

#### Weltcupsiege im Einzel
| Nr. | Datum             | Ort         | Disziplin             |
| --- | ----------------- | ----------- | --------------------- |
| 01. | 10. Jänner 2017   | Bad Gastein | Parallelslalom        |
| 02. | 30. Jänner 2021   | Moskau      | Parallelslalom        |
| 03. | 16. Dezember 2021 | Carezza     | Parallel-Riesenslalom |
| 04. | 11. Jänner 2022   | Bad Gastein | Parallelslalom        |
| 05. | 10. Jänner 2023   | Bad Gastein | Parallelslalom        |

#### Weltcupsiege im Team
| Nr. | Datum           | Ort           |
| --- | --------------- | ------------- |
| 1.  | 11. Jänner 2017 | Bad Gastein 1 |
| 2.  | 9. Jänner 2019  | Bad Gastein 1 |
| 3.  | 26. Jänner 2019 | Moskau 1      |
| 4.  | 24. März 2019   | Winterberg 1  |
| 5.  | 13. März 2022   | Piancavallo 1 |
| 6.  | 11. Jänner 2023 | Bad Gastein 2 |

#### Weltcup-Gesamtplatzierungen
| Saison  | Parallel | Parallel | Parallel-Riesenslalom | Parallel-Riesenslalom | Parallelslalom | Parallelslalom |
| Saison  | Punkte   | Platz    | Punkte                | Platz                 | Punkte         | Platz          |
| ------- | -------- | -------- | --------------------- | --------------------- | -------------- | -------------- |
| 2014/15 | 20       | 55.      | –                     |                       | 20             | 48.            |
| 2015/16 | 856      | 21.      | 176                   | 28.                   | 680            | 18.            |
| 2016/17 | 2950     | 8.       | 650                   | 21.                   | 2300           | 1.             |
| 2017/18 | 3556     | 9.       | 2206                  | 15.                   | 1350           | 4.             |
| 2018/19 | 1789,4   | 19.      | 629,4                 | 24.                   | 1160           | 9.             |
| 2019/20 | 3296     | 5.       | 1986                  | 10.                   | 1310           | 5.             |
| 2020/21 | 250      | 10.      | 78                    | 17.                   | 172            | 5.             |
| 2021/22 | 508      | 3.       | 263                   | 3.                    | 245            | 4.             |
| 2022/23 | 491      | 4.       | 201                   | 9.                    | 290            | 2.             |
| 2023/24 | 383      | 7.       | 322                   | 4.                    | 61             | 18.            |

## Privates
Ulbing ist mit dem österreichischen Kanuten Felix Oschmautz liiert.